# Barbara Zbroja
Barbara Zbroja (ur. 1978 w Krakowie) – polska historyk sztuki, badaczka dziejów polskich Żydów.
Jest absolwentką Instytutu Historii Sztuki Uniwersytetu Jagiellońskiego. Zajmuje się architekturą XIX i XX wieku z uwzględnieniem architektury Krakowa i Galicji oraz historią Żydów z Krakowa i Galicji.
Kuratorka wystaw: Nowy Ratusz (8 czerwca-8 lipca 2006, Krzysztofory) i Świat przed katastrofą. Żydzi krakowscy w dwudziestoleciu międzywojennym (25 czerwca-28 października 2007, Międzynarodowe Centrum Kultury w Krakowie) – wspólnie z Agnieszką Sabor i Katarzyną Zimmerer.
W lutym 2014 została laureatką nagrody Krakowska Książka Miesiąca za publikację Architektura międzywojennego Krakowa 1918-1939. Budynki, ludzie, historie.

## Publikacje
- Architektura międzywojennego Krakowa 1918-1939. Budynki, ludzie, historie, Kraków 2013, Wydawnictwo Wysoki Zamek
- Nieznany portret Krakowa, Kraków 2010 (wspólnie z Konradem Myślikiem).
- Miasto umarłych: Architektura publiczna Żydowskiej Gminy Wyznaniowej w Krakowie w latach 1868-1939, Kraków 2005.
- Hala przedpogrzebowa cmentarza żydowskiego przy ul. Jerozolimskiej w Krakowie, "Rocznik Krakowski" LXIX, 2003, s. 171-185.
- Żydowska Gmina Wyznaniowa w Podgórzu w latach 1891-1936
- Artistic Origins of The Tempel Synagogue in Cracow,
- Jewish Architects in Cracow 1868-1939, "Scripta Judaica Cracoviensia", t. 4.